# لبهن (حديبو)

تعديل مصدري - تعديل

لبهن هي إحدى قرى مديرية حديبو التابعة لمحافظة سقطرى، بلغ تعداد سكانها 68 نسمة حسب تعداد اليمن لعام 2004.